# Cadastre des sites pollués en Suisse
 (mars 2025).
La mise en forme du texte ne suit pas les recommandations de Wikipédia : il faut le « wikifier ».
Les points d'amélioration suivants sont les cas les plus fréquents. Le détail des points à revoir est peut-être précisé sur la page de discussion.
- Les titres sont pré-formatés par le logiciel. Ils ne sont ni en capitales, ni en gras.
- Le texte ne doit pas être écrit en capitales (les noms de famille non plus), ni en gras, ni en italique, ni en « petit »…
- Le gras n'est utilisé que pour surligner le titre de l'article dans l'introduction, une seule fois.
- L'italique est rarement utilisé : mots en langue étrangère, titres d'œuvres, noms de bateaux, etc.
- Les citations ne sont pas en italique mais en corps de texte normal. Elles sont entourées par des guillemets français : « et ».
- Les listes à puces sont à éviter, des paragraphes rédigés étant largement préférés. Les tableaux sont à réserver à la présentation de données structurées (résultats, etc.).
- Les appels de note de bas de page (petits chiffres en exposant, introduits par l'outil «  Source ») sont à placer entre la fin de phrase et le point final[comme ça].
- Les liens internes (vers d'autres articles de Wikipédia) sont à choisir avec parcimonie. Créez des liens vers des articles approfondissant le sujet. Les termes génériques sans rapport avec le sujet sont à éviter, ainsi que les répétitions de liens vers un même terme.
- Les liens externes sont à placer uniquement dans une section « Liens externes », à la fin de l'article. Ces liens sont à choisir avec parcimonie suivant les règles définies. Si un lien sert de source à l'article, son insertion dans le texte est à faire par les notes de bas de page.
- La présentation des références doit suivre les conventions bibliographiques. Il est recommandé d'utiliser les modèles {{Ouvrage}}, {{Chapitre}}, {{Article}}, {{Lien web}} et/ou {{Bibliographie}}. Le mode d'édition visuel peut mettre en forme automatiquement les références.
- Insérer une infobox (cadre d'informations à droite) n'est pas obligatoire pour parachever la mise en page.

Pour une aide détaillée, merci de consulter Aide:Wikification.
Si vous pensez que ces points ont été résolus, vous pouvez retirer ce bandeau et améliorer la mise en forme d'un autre article.
 (mars 2025).
Motif : Notoriété du sujet? aucune source secondaire démontrant la notoriété encyclopédique de cette page. Exister ne suffit pas pour être un sujet dans l'encyclopédie
- Archive Wikiwix
- Bing
- Cairn
- DuckDuckGo
- E. Universalis
- Gallica
- Google
- G. Books
- G. News
- G. Scholar
- Persée
- Qwant
- (zh) Baidu
- (ru) Yandex
- (wd) trouver des œuvres sur Wikidata

| 1. | Préciser le motif de la pose du bandeau. | Précisez le motif de la pose du bandeau en utilisant la syntaxe suivante : {{admissibilité à vérifier\|date=mars 2025\|motif=remplacez ce texte par le motif}}                                            |
| 2. | Informer les utilisateurs concernés.     | Pensez à avertir le créateur de l'article, par exemple, en insérant le code ci-dessous sur sa page de discussion : {{subst:avertissement admissibilité à vérifier\|Cadastre des sites pollués en Suisse}} |

 (mars 2025).
 (février 2025).
Le cadastre des sites pollués en Suisse, est un registre officiel recensant les lieux pollués ou potentiellement pollués sur le territoire suisse. Géré par l’Office fédéral de l’environnement (OFEV), cet outil vise à identifier, évaluer et assainir les sites présentant un risque pour la santé humaine ou l’environnement. Il s’inscrit dans le cadre de la Loi sur la protection de l’environnement (LPE) et de l’Ordonnance sur les sites contaminés (OSites).

## Étymologie
Le terme « cadastre » est utilisé dans le midi de la France dès le XVIIIe siècle. Il provient du grec byzantin kata stikhon (registre), κατάστιχον, via le vénitien catastico, puis l'italien catasto, catastro, et le provençal cathastre.

## Historique

### Contexte législatif
Dans les années 1980, la prise de conscience environnementale en Suisse conduit à l’adoption de la Loi sur la protection de l’environnement (1983). Celle-ci pose les bases pour gérer les pollutions historiques, notamment issues de l’industrialisation et des décharges sauvages.
En 1998, l’Ordonnance sur les sites contaminés (OSites) entre en vigueur, formalisant la création de l’Inventaire fédéral des sites contaminés. Cet outil structure la gestion des sites pollués en trois étapes : recensement, investigation et assainissement.

### Mise en œuvre
- Années 2000 : Les cantons initient des campagnes systématiques pour identifier les sites à risque (anciennes usines, décharges, stations-service, etc.), afin d’alimenter le cadastre des sites pollués.
- 2010 : Le cadastre est officiellement publié et recense environ 38 000 sites potentiellement pollués. Ces sites proviennent de différentes origines (industrielles, agricoles, accidentelles…).
- 2020 : Parmi ces 38 000 sites, environ 4 000 sont classés comme présentant un danger significatif nécessitant des mesures d’assainissement, dont plus de la moitié ont déjà fait l’objet de travaux de remédiation. Malgré les efforts déployés, l’objectif d’assainir l’ensemble des sites critiques d’ici 2045 semble difficile à atteindre compte tenu des enjeux techniques et financiers.

## Présentation et contenu du cadastre
Le cadastre des sites pollués est généralement consultable sous forme de carte interactive (SIG) ou de base de données publique, selon les cantons. Chaque site y est répertorié et catégorisé selon son état de pollution, ses caractéristiques et les actions requises.

### Légende et classification
Une légende par code couleur peut être utilisée pour qualifier l’état d’un site, par exemple :
- Gris : Pollué, nécessité d’une investigation non encore évaluée
- Bleu : Pollué, investigation nécessaire
- Orange : Pollué, nécessite une surveillance
- Jaune : Pollué, ne nécessite ni surveillance ni assainissement
- Rouge : Pollué, nécessite un assainissement
- (Autre couleur, selon le canton) : Pollué, pas d’atteinte nuisible ou incommodante à attendre

Ces catégories permettent de visualiser rapidement la situation d’un site et l’urgence des mesures à prendre.

### Informations disponibles
Pour chaque site, le cadastre peut fournir les éléments suivants (la liste peut varier selon le canton et la plateforme) :
- Type de site (ancienne décharge, site industriel, lieu d’accident, etc.)
- N° de commune
- Parcelles polluées (numéro de parcelle, propriétaire)
- N° Eva (numéro d’évaluation)
- Raison sociale (nom de l’entreprise ou de la structure concernée)
- Activité (nature de l’activité ayant pu générer la pollution)
- Début / fin d’activité (périodes durant lesquelles l’activité polluante a eu lieu)
- Date d’accident (le cas échéant)
- Durée d’activité
- Nom de la phase (étape de traitement : investigation, surveillance, assainissement, etc.)
- Urgence des investigations (date limite où des investigations doivent être réalisées)
- Volume déchargé (dans le cas d’anciennes décharges ou de rejets)
- Remarques (informations complémentaires sur le statut ou l’historique du site)

Grâce à ces données, les autorités, les professionnels de l’environnement et les particuliers peuvent prendre connaissance de la situation réelle d’un terrain et agir en conséquence.

## Objectifs et enjeux
Le cadastre des sites pollués en Suisse a pour principaux objectifs :
- Identification et évaluation : Recenser l’ensemble des sites présentant une contamination et évaluer le risque qu’ils représentent pour la santé humaine et l’environnement.
- Planification des assainissements : Prioriser les interventions d’assainissement en fonction de l’urgence, des coûts et des impacts environnementaux.
- Suivi et mise à jour : Assurer une actualisation régulière du registre afin de tenir compte des nouvelles investigations et des interventions réalisées.

Sur le plan financier, les coûts d’assainissement peuvent atteindre plusieurs milliards de francs, en raison notamment de la densité urbaine et de la proximité des sites contaminés avec des nappes phréatiques et des zones résidentielles. La coordination entre la Confédération, les cantons et les communes demeure ainsi essentielle pour garantir une gestion efficace et équitable de ces sites.

## Que faire si votre site figure dans le cadastre?
Lorsqu’un terrain ou une parcelle apparaît dans le cadastre des sites pollués, il est conseillé dans un premier temps de consulter votre dossier. Pour cela il faut réaliser une demande auprès de l’autorité cantonale compétente (ou via la plateforme en ligne) de toutes les informations disponibles concernant la pollution, les investigations déjà réalisées et les éventuelles mesures d’assainissement recommandées.
Faire appel à un bureau d’études spécialisé dans l’environnement : Les entreprises ou les particuliers concernés sont encouragés à contacter un bureau d’ingénieurs ou de géologues spécialisé dans l’environnement. Celui-ci pourra :
- Évaluer la nature exacte de la contamination (analyses du sol, des eaux souterraines, etc.).
- Proposer un plan de surveillance ou d’assainissement adapté.
- Chiffrer les coûts et planifier les travaux nécessaires.

Un bureau d'étude spécialisé dans l'environnement pourra vous accompagné pour toutes les démarches et tiendra informer les autorités chargés de l’environnement des résultats d’investigation et de la mise en œuvre des mesures correctives.
Si un assainissement est requis, il convient de respecter la procédure prévue par l’Ordonnance sur les sites contaminés (OSites), notamment pour les demandes d’autorisation, les subventions potentielles ou les obligations de déclaration.

## Méthodologie et fonctionnement
Le fonctionnement du cadastre repose sur plusieurs étapes clés :
1. Recensement initial : Collecte des données auprès des cantons, des collectivités locales et des entreprises sur les sites suspectés de pollution.
2. Investigation historique : Prise de connaissance des différentes activités qui ont résidées sur la parcelle, étude géologique et hydrogéologique.
3. Cahier des charges : Présente le contexte initial et les principales conclusions de l'investigation historique.
4. Investigation technique : Réalisation d’analyses environnementales (sol, eaux, air) pour confirmer la présence de substances polluantes et établir l’ampleur de la contamination.
5. Classement et priorisation : En fonction des résultats techniques et des risques identifiés, les sites sont classés et priorisés pour un traitement urgent ou pour une surveillance continue.
6. Assainissement et suivi : Mise en œuvre des mesures d’assainissement (excavation, confinement, traitement in situ) et suivi post-intervention afin de garantir l’efficacité des actions entreprises.

## Enjeux environnementaux et sanitaires
La pollution des sols, des eaux souterraines et de l’air par des substances dangereuses (métaux lourds, composés organiques persistants, PFAS, etc.) représente un risque majeur pour la santé publique et pour l’environnement. Des études récentes, illustrent la complexité des enjeux liés à la pollution persistante dans certaines zones urbaines et industrielles.

## Perspectives et évolutions futures
Face aux défis posés par la gestion des sites pollués, plusieurs axes de développement sont envisagés :
- Renforcement du cadre législatif : La révision en cours de la LPE devrait permettre de simplifier et d’accélérer la procédure de traitement des sites contaminés.
- Amélioration des outils de suivi : L’intégration de nouvelles technologies, telles que la télédétection et l’intelligence artificielle, pourrait améliorer la détection précoce des zones à risque.
- Financement et coopération : Un partage plus rigoureux des coûts entre la Confédération, les cantons et les communes, associé à une coordination accrue, est indispensable pour atteindre les objectifs d’assainissement à long terme.